# Bobby Barclay
Robert Barclay-detto Bobby- (Newcastle upon Tyne, 27 ottobre 1906 – Huddersfield, 13 luglio 1969) è stato un calciatore inglese, di ruolo attaccante.

## Carriera

### Club
Ha giocato tutta la carriera in Inghilterra.

### Nazionale
Ha collezionato tre presenze con la Nazionale inglese tra il 1932 e il 1936.